# كأس الجزائر 1991–92
كأس الجزائر 1991–92 هو موسم من كأس الجزائر. أشرف على تنظيمه الإتحاد الجزائري لكرة القدم، وكان عدد الأندية المشاركة فيه 64، وفاز فيه شبيبة القبائل.